# 霍赫克尼希山麓丁滕
霍赫克尼希山麓丁滕是奥地利萨尔茨堡州滨湖采尔县的一个市镇。总面积49.74平方公里，总人口805人，人口密度16.2人/平方公里（2005年）。